# Albert Gottschalk

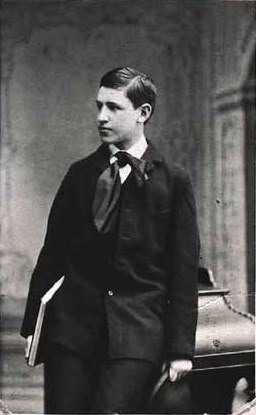
Albert Gottschalk, 1880-talet.

Albert Gottschalk, född den 3 juli 1866 i Stege, död den 13 februari 1906 i Köpenhamn, var en dansk målare. 
Gottschalk var tätt knuten, personligt och konstnärligt, till diktarna Johannes Jørgensen, Viggo Stuckenberg och Sophus Claussen. Gottschalk gick i lära hos Peder Severin Krøyer, som blev en stor inspirationskälla för honom. Dessutom blev han inspirerad av fransk konst.
Gottschalk var ambitiös, tekniskt duktig och arbetade länge med motiven i huvudet före utförandet. Han sökte länge efter motiv, som han fann vid cykelfärder runtom i Danmark, främst i närheten av Köpenhamn. Gottschalks målningar är till utförandet ofta skissartade, vilket inte var väl sett i hans samtid, men har medfört att hans verk senare har uppfattats som mer tidlösa än den övriga konsten från Gottschalks epok.

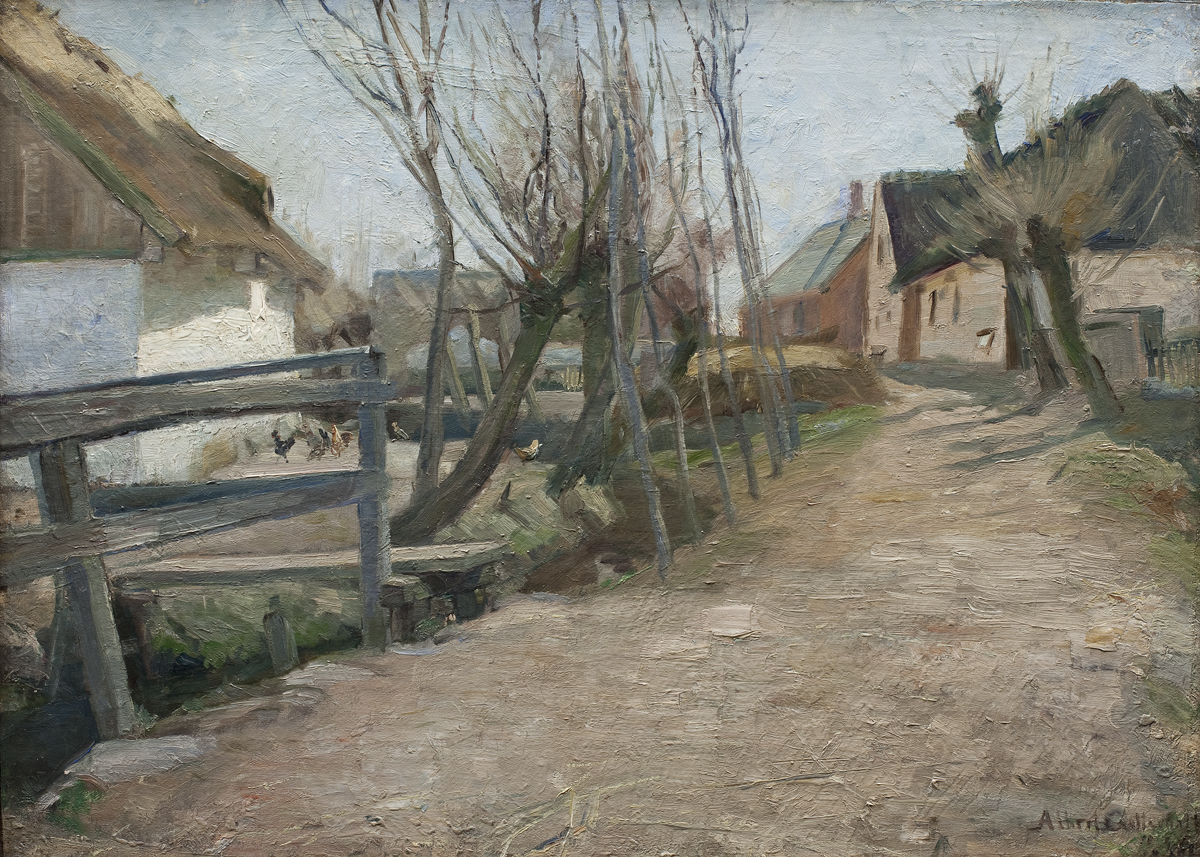
Tidig vårdag i Glostrup, 1887.

Hans verk, främst landskapsmålningar, finns representerade i Statens Museum for Kunst och Den Hirschsprungske Samling.